# Głosków (powiat piaseczyński)
Głosków – wieś sołecka w Polsce położona w województwie mazowieckim, w powiecie piaseczyńskim, w gminie Piaseczno.
W latach 1952–1954 miejscowość była siedzibą gminy Głosków. W latach 1954–1972 wieś należała i była siedzibą władz gromady Głosków.
| SIMC    | Nazwa           | Rodzaj    |
| ------- | --------------- | --------- |
| 0006267 | Głosków-Zielone | część wsi |

Znajduje się tutaj kościół i siedziba parafii pod wezwaniem Matki Bożej Wspomożenia Wiernych, należącej do dekanatu piaseczyńskiego, archidiecezji warszawskiej. Duszpasterzami są Salezjanie.

## Położenie
Głosków jest położony 25 km na południe od centrum Warszawy, w otulinie Chojnowskiego Parku Krajobrazowego, w strefie Warszawskiego Obszaru Chronionego Krajobrazu, nad rzeką Jeziorką i Głoskówką. Wieś z trzech stron otoczona jest lasami należącymi do nadleśnictwa Chojnów.

## Skład administracyjny
W skład sołectwa Głosków wchodzą miejscowości: Głosków (1071 mieszkańców), Głosków-Letnisko (504 mieszkańców), Bąkówka (117 mieszkańców), Baszkówka (210 mieszkańców) i bezpośrednio sąsiadujące z nim części Wólki Prackiej (do rzeczki) i Gołkowa, wsi obsługiwanych przez wspólną pocztę (kod pocztowy 05-503) z łącznie 2000 zameldowanych mieszkańców.

## Komunikacja
Do Głoskowa można dojechać autobusem 727, L-2 i L-12. Przez Głosków przebiegają trzy drogi powiatowe biegnące z Piaseczna do Tarczyna, Złotokłosu i Woli Gołkowskiej. We wsi znajdował się przystanek osobowy wąskotorowej Kolei Grójeckiej, którego pozostałości są widoczne są widoczne w pobliżu skrzyżowania ulic Topolowej i Kolejowej.

## Instytucje publiczne
W Głoskowie znajdują się kościół, szkoła, nowoczesna hala sportowa, przedszkole, ośrodek zdrowia, biblioteka, urząd pocztowy. Działają Klub Sportowy LKS „Victoria Głosków” i Towarzystwo Przyjaciół Głoskowa.

## Zabytki
- Dwór z I poł. XIX w., przebudowywany w późniejszym okresie oraz pozostałości parku dworskiego. Zamieszkiwany przez kilka rodzin.
- Budynki gospodarcze z początku XX w. (stajnia, obora oraz chlew)
- Cmentarz wojenny z okresu I wojny światowej